# Limenitis urracina
Limenitis urracina är en fjärilsart som beskrevs av Hans Fruhstorfer 1915. Limenitis urracina ingår i släktet Limenitis och familjen praktfjärilar. Inga underarter finns listade i Catalogue of Life.